# Organització territorial d'Aragó

Localització geogràfica d'Aragó a la península Ibèrica

Aragó basa la seva organització territorial en circumscripcions territorials més petites: 3 províncies —de nord a sud, Osca, Saragossa i Terol—, 33 comarques i 731 municipis.
Aragó posseeix 47.645,8 km² d'extensió, representant així el 8,6 % del total d'Espanya i el 1,5 % del territori de la Unió Europea.

## Entitats locals
El municipi és l'entitat local bàsica d'Aragó, dotada de personalitat jurídica, naturalesa territorial i autonomia per a la gestió dels seus interessos, segons el que es disposa en la Llei 7/1999, de 9 d'abril, d'Administració Local d'Aragó.
De la mateixa manera, també tenen la condició d'entitats locals d'Aragó les províncies —de nord a sud, Osca, Saragossa i Terol—, les comarques, l'entitat metropolitana de Saragossa, les mancomunitats de municipis, les comunitats de vila i terra i les entitats locals menors.

### Comarques
Segons l'Estatut d'Autonomia d'Aragó:
| « | Les comarques són entitats territorials, constituïdes per l'agrupació de municipis limítrofs, vinculats per característiques i interessos comuns, fonamentals per a la vertebració territorial aragonesa. | » |

| « | Les comarques tenen a supercàrrec la prestació de funcions i serveis i la gestió d'activitats d'àmbit supramunicipal, representant els interessos de la població i territori comarcals en defensa d'una major solidaritat i equilibri territorial | » |

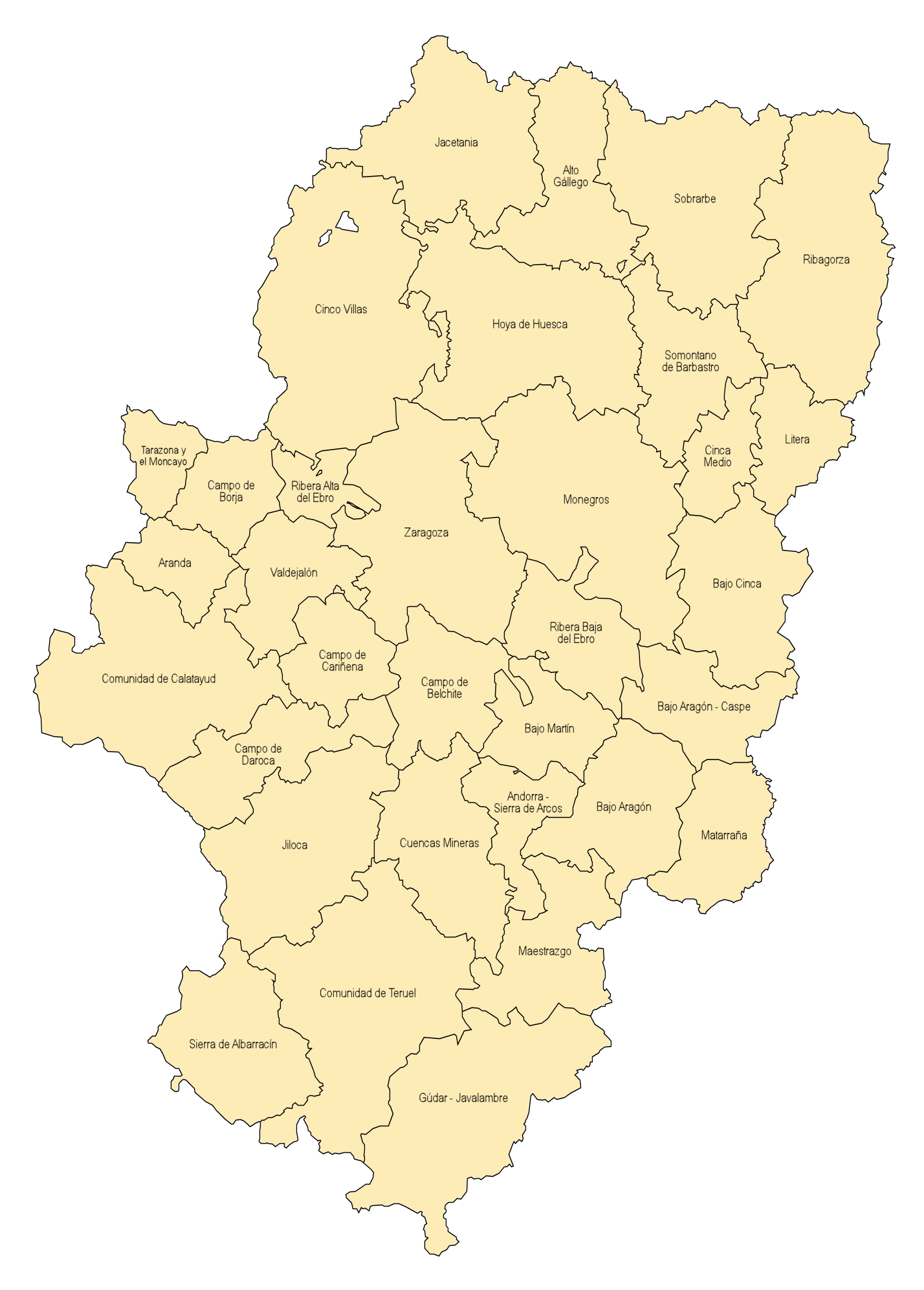
Mapa comarcal d'Aragó

Els moderns plantejaments de la comarcalització, encara que arrelats en antigues tradicions d'Aragó, sorgeixen a l'última dècada dels anys 60 com una conseqüència dels canvis socioeconòmics, especialment de poblament, esdevinguts en la mateixa. Els diferents treballs existents sobre el tema poden reunir-se en quatre grups, segons pretenguin delimitar comarques geogràfiques i naturals, socioeconòmiques homogènies, socioeconòmiques polaritzades, o bé obeeixin a exigències administratives.

## Distribució de la població
La població aragonesa està molt desigualment repartida al territori, ja que la meitat resideix a la capital, Saragossa; l'altra meitat està dispersa en pobles i ciutats que es troben, freqüentment, molt distants entre si i són d'escassa població. Així, no resulta un sistema ordenat d'assentaments urbans, tot i la posició vertebradora que tenen algunes ciutats. Actualment existeixen 731 municipis a Aragó, dels quals, i amb l'excepció de Saragossa, només tres tenen més de 20.000 habitants; 21 més de 5.000 i 706 no aconsegueixen aquesta població al 2012.
| Nº habitants   | Nº municipis | Percentatge |
| -------------- | ------------ | ----------- |
| > 20.000       | 4            | 0,55 %      |
| 20.000 – 5.000 | 21           | 2,87 %      |
| 5.000 – 1.000  | 86           | 11,76 %     |
| < 1.000        | 620          | 84,82 %     |